# Celata

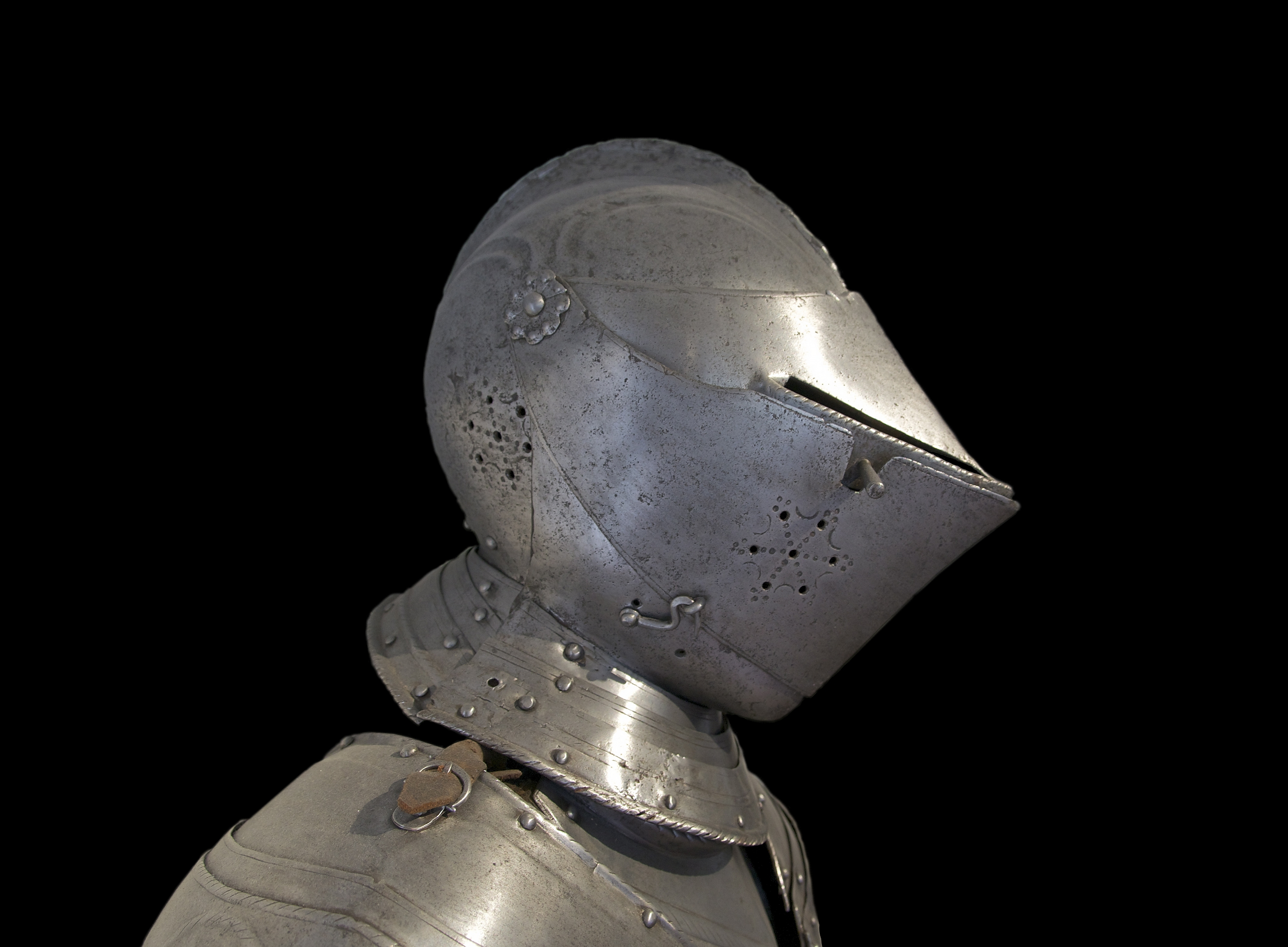
Celata del XV secolo.

La celata è una tipologia di elmo sviluppato in Europa nel XV secolo e massicciamente utilizzato in Italia (probabile luogo d'origine del manufatto), Francia, Gran Bretagna, Spagna e Paesi Bassi. Permetteva di coprire integralmente la testa del portatore.

## Storia
I più antichi esemplari di celata datano al 1420 e figurano tra i manufatti degli armorari del Ducato di Milano. La particolare foggia di questo tipo d'elmo, in netta discontinuità rispetto alle altre tipologie prodotte nel Tardo Medioevo, spingerebbero gli studiosi a ritenere la celata il frutto del lavoro di un singolo "rivoluzionario" artigiano che ha messo in opera il frutto delle osservazioni di uno o più professionisti della guerra particolarmente attivi nella Penisola italiana al principio del XV secolo.

La frequente raffigurazione della celata nelle opere dei grandi autori del primo Rinascimento italiano (su tutti la Battaglia di San Romano dipinta da Paolo Uccello nel 1438), concorre poi a localizzare in Italia se non il luogo d'origine quanto meno il primo massiccio bacino di diffusione della nuova tipologia di elmo chiuso.

## Costruzione
La celata era realizzata interamente in metallo (ferro o acciaio):
- il coppo, solcato dalla fronte alla nuca da una cresta a mezzaluna, era di dimensioni ridotte rispetto ad altri elmi chiusi tardomedievali, poco più grande del cranio dell'utente;
- la tesa era piccola, di forma triangolare, incernierata al coppo;
- la gronda era aderente alla nuca ed incernierata alla goletta.

Costituentesi, in buona sostanza, come un pezzo a sé, interamente disgiunto dalle componenti superiori dell'armatura, la celata, pur riducendo, come tutti gli elmi chiusi, vista ed udito del portatore, non inficiava però la rotazione della testa garantendo al contempo una copertura completa della gola e del collo.
Seppur gli esemplari museali di celata pervenutici dimostrino il contrario, le raffigurazioni pittoriche del XV secolo ci testimoniano il frequente ricorso al cimiero (in foggia di alto pennacchio) come elemento ornamentale dell'elmo.

Elmo chiuso (sx) e Celata (dx) in posizione aperta:
l'elmo chiuso ricorre ad un unico punto d'aggancio per far basculare la doppia visiera e la barbozza, mentre la celata dispone di autonomi punti d'aggancio per la barbozza.